# Fiat 1100 T
Fiat 1100 T je užitkový automobil, vycházející z osobního vozu Fiat 1100 vyráběný italskou automobilkou Fiat od roku 1957 (osobní vůz Fiat 1100 byl vyráběn již od roku 1953). Model Fiat 1100 T byl vyráběn v mnoha různých provedeních: základní verze byly dodávka, pick-up a mikrobus, ale existovaly i různé specializované zástavby.
Fiat 1100 T byl vybaven řadovým čtyřválcem o objemu 1089 cm³ (interní označení typ 103 D.007) o výkonu 38 koní (28 kW) při 4800 otáčkách/min. Maximální rychlost byla 90 km/h. V roce 1959 se začala vyrábět modernizovaná verze Fiat 1100 T2, která kromě dalších změn měla silnější motor o objemu 1222 cm³ a výkon 45 koní (33 kW). Později následovaly ještě verze Fiat 1100 T3 a Fiat 1100 T4 s několikrát modernizovanými motory. Poslední modifikace T4 se vyráběla až do roku 1971 (od roku 1967 se souběžně vyráběl nový model Fiat 238). Kromě toho se tento užitkový vůz vyráběl také licenčně, např. jako Zastava 1100 T v tehdejší Jugoslávii (nyní Srbsko).

## Fotogalerie

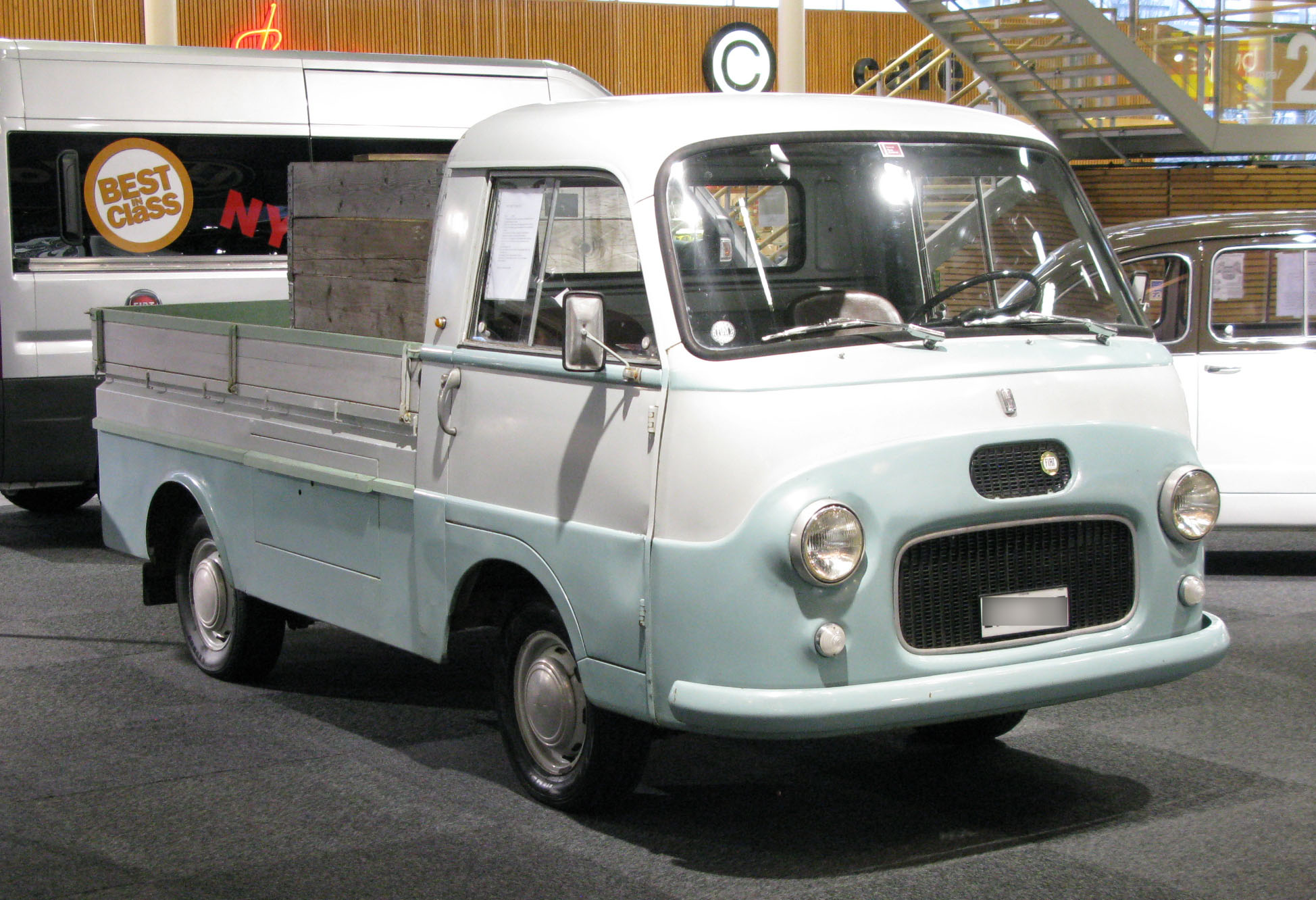
Fiat 1100 T2 pick-up (1961)
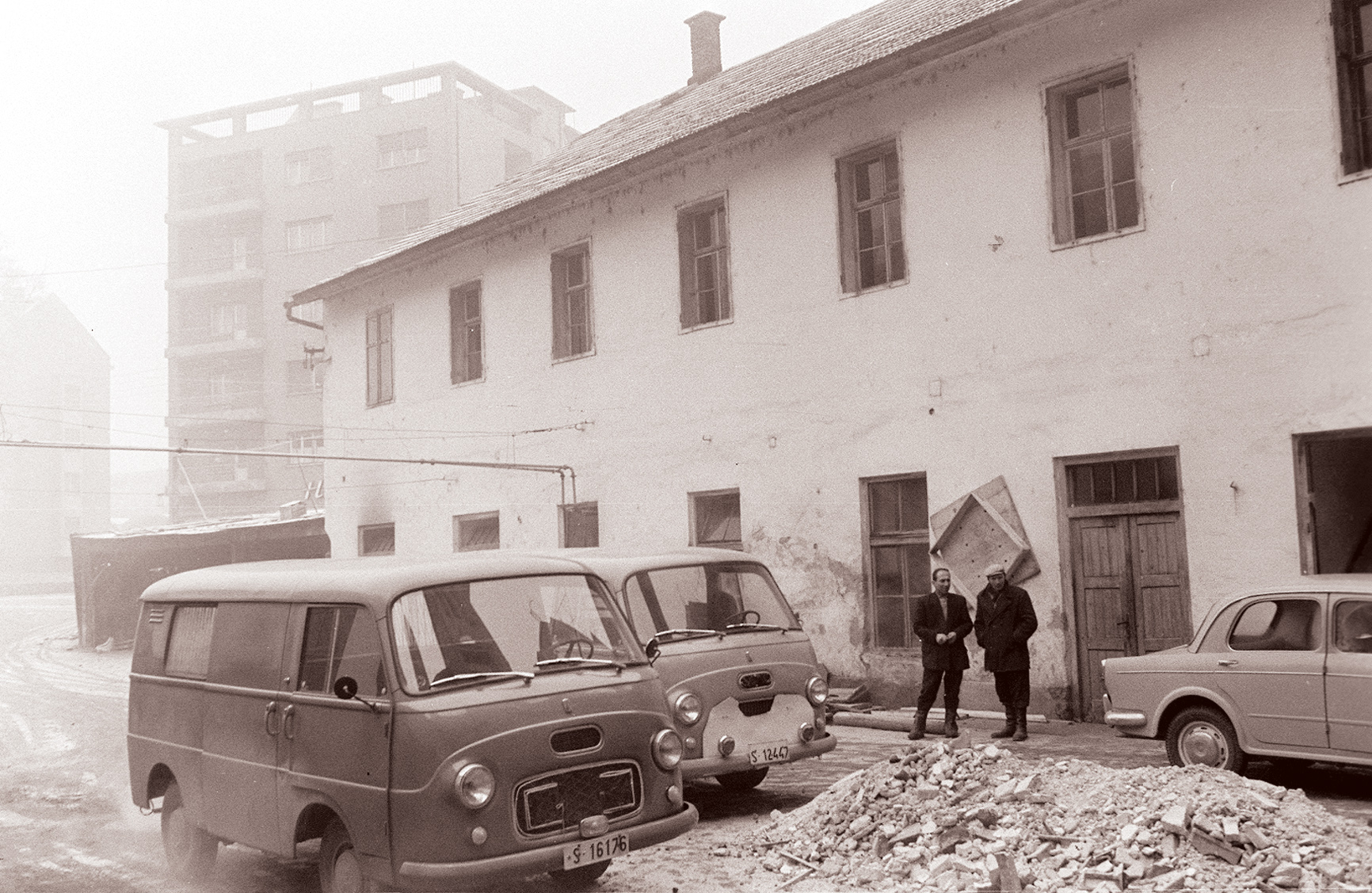
Zastava 1100 T (1961)